# Giambattista Cescutti
Giambattista Cescutti, detto Nino (Udine, 13 giugno 1939 – Udine, 20 ottobre 2023), è stato un cestista e allenatore di pallacanestro italiano.

## Carriera

### Carriera nei club
Campione d'Italia con il Simmenthal Milano nel 1958-59, è stato due volte il miglior marcatore della Serie A: nel 1959-60 e nel 1961-62, segnando rispettivamente 531 e 529 punti con la Victoria Pesaro.
In seguito, ha giocato varie stagioni nell'Ignis Varese, con cui è stato nuovamente campione d'Italia e ha vinto una Coppa delle Coppe e una Coppa Intercontinentale.
Ha segnato un totale di 4.227 punti nella massima serie.

### Carriera in Nazionale
Con la maglia della Nazionale italiana ha disputato un Mondiale nel 1963 e due Europei nel 1963 e nel 1965.

### Carriera da allenatore
Ha vinto un titolo svizzero e una Coppa della Svizzera con il Federale Lugano.
Nel 1984-85 è subentrato il 13 dicembre ad Aza Nikolić sulla panchina dell'Australian Udine, nel campionato conclusosi con la retrocessione dei friulani.

### Morte
Cescutti morì all'età di 84 anni il 20 ottobre 2023 dopo essere stato investito da un'auto mentre passeggiava per le strade di Udine.

## Statistiche
Statistiche aggiornate al 1º gennaio 2009
| Stagione        | Squadra           | Competizione | Partite | Partite | Partite | Statistiche tiro | Statistiche tiro | Statistiche tiro | Altre statistiche | Altre statistiche | Altre statistiche | Altre statistiche | Altre statistiche |
| Stagione        | Squadra           | Competizione | Pres.   | Titol.  | Minuti  | Tiri da 2        | Tiri da 3        | Liberi           | Rimb.             | Assist            | Rubate            | Stopp.            | Punti             |
| --------------- | ----------------- | ------------ | ------- | ------- | ------- | ---------------- | ---------------- | ---------------- | ----------------- | ----------------- | ----------------- | ----------------- | ----------------- |
| 1958-1959       | Simmenthal Milano | Elette       | 21      |         |         |                  |                  |                  |                   |                   |                   |                   | 142               |
| 1959-1960       | Lanco Pesaro      | Elette       |         |         |         |                  |                  |                  |                   |                   |                   |                   | 531               |
| 1961-1962       | Algor Pesaro      | Elette       |         |         |         |                  |                  |                  |                   |                   |                   |                   | 529               |
| 1962-1963       | Ignis Varese      | Elette       | 25      |         |         |                  |                  |                  |                   |                   |                   |                   | 17                |
| 1963-1964       | Ignis Varese      | Elette       | 25      |         |         |                  |                  |                  |                   |                   |                   |                   | 17                |
| 1964-1965       | Ignis Varese      | Elette       | 22      |         |         |                  |                  |                  |                   |                   |                   |                   | 15,5              |
| 1965-1966       | Ignis Varese      | Serie A      | 22      |         |         |                  |                  |                  |                   |                   |                   |                   | 12,3              |
| 1966-1967       | Ignis Varese      | Serie A      | 21      |         |         |                  |                  |                  |                   |                   |                   |                   | 8,6               |
| 1967-1968       | Snaidero Udine    | Serie B      |         |         |         |                  |                  |                  |                   |                   |                   |                   |                   |
| 1968-1969       | Snaidero Udine    | Serie A      |         |         |         |                  |                  |                  |                   |                   |                   |                   |                   |
| 1969-1970       | Snaidero Udine    | Serie A      |         |         |         |                  |                  |                  |                   |                   |                   |                   |                   |
| 1970-1971       | Snaidero Udine    | Serie A      |         |         |         |                  |                  |                  |                   |                   |                   |                   |                   |
| Totale carriera |                   |              |         |         |         |                  |                  |                  |                   |                   |                   |                   |                   |

## Palmarès

### Giocatore
- Coppa Intercontinentale: 1

Pall.Varese: 1966
- Coppa delle Coppe: 1

Pall. Varese: 1966-67
- Campionato italiano: 2

Olimpia Milano: 1958-59
Pallacanestro Varese: 1963-64

### Allenatore
- Campionato svizzero: 1

Federale Lugano: 1974-75
- Coppa di Svizzera: 1

Federale Lugano: 1975